# Руссель, Виллиам
Meyhna’ch (при рождении Виллиам Руссель, известный также под псевдонимом Melancholic Lord of Torments) — фронтмен французских групп Mütiilation и Satanicum Tenebrae.
Изначально его работой в группах были вокал и гитара (до 2000 года); позже он решает работать в одиночку.
Meyhna’ch когда-то был членом французского объединения блэк-метал-музыкантов Les Légions Noires. Состоял в группе с 1994 по 1996 год, но затем покинул их ряды по неизвестным причинам. Именно его авторству принадлежит первое (и последнее) печатное творение Les Légions Noires «Чёрная Чума — Первая глава (и возможно последняя)» (1995), в котором он берёт интервью у участников групп, входящих в состав «Чёрных легионов».
С 1999 года Meyhna’ch возвращается на музыкальную сцену. Его первой группой становится Malicious Secrets в 1999 году. Затем он возглавляет Gestapo 666 c 2000 до 2004 года, а также основывает группу Hell Militia в 2001 году.
Ещё один проект Meyhna’ch’a носит название OD Sanctus. Он выпустил две демоверсии своих песен, услышать их можно на персональной странице музыканта на MySpace.
Также участвовал как вокалист в группе Sektemtum до 2015 года.
На данный момент действующими проектами являются в очередной раз возрождённый в 2014 году Mütiilation, а также Doctor Livingstone и Project K-Oz, в которых Виллиам участвует под именем Guru Deadlock.

## Важные ссылки
- Официальная страница  Meyhna'ch (англ.) на сайте Myspace
- Официальная страница  Mütiilation (англ.) на сайте Myspace
- Официальная страница  Hell Militia (англ.) на сайте Myspace
- Официальная страница  O.D. Sanctus (англ.) на сайте Myspace